# Palacio Comunal (Cesena)
El Palazzo Comunale o Palazzo Albornoz es un conjunto palaciego de la ciudad de Cesena, Emilia-Romaña (Italia), siendo uno de los elementos arquitectónicos más destacados de la ciudad. Su construcción fue llevada a cabo por el cardenal español Edigio Álvarez Carrillo de Albornoz (Gil de Albornoz) a mediados del siglo XIV. Dominando la Piazza del Popolo, el edificio en su forma actual es el resultado de la unión de dos palacios, el más antiguo Palatium Vetus y el Palatium Novum. En su interior se conserva una amplia colección de frescos y muebles del siglo XVIII, y cuenta con varias salas de estar, incluida la emblemática Sala degli Specchi (Sala de los Espejos), con su singular mobiliario del siglo XVIII, y la Sala del Consejo que contiene varias obras de pintores y escultores de gran valor artístico, entre otras salas.

## Historia
Hasta la llegada a la ciudad de los Malatesta en la segunda mitad del siglo XIV, Cesena era ejemplo de separación de los poderes político y eclesiástico, que no se mezclaban siquiera en lo relativo a las residencias de sus respectivas cabezas. Por aquel entonces la catedral de la ciudad se alzaba en lo alto de la colina de Garampo, mientras que el Palazzo del Podestà (sede de la autoridad civil, o comunal) se encontraba no lejos del actual Palazzo del Ridotto, al mismo tiempo que el gobernador pontificio residía en el Palatium Vetus, sede actual del ayuntamiento.
Tras la aplastante derrota de los Ordelaffi en 1357 frente a las tropas papales encabezadas por del cardenal Gil de Albornoz, a pesar de unas pequeñas revueltas comunales en 1377, el territorio quedó bajo el mando del cardenal de Génova y futuro antipapa Clemente VII (conocido como «el cardenal carnicero de Cesena» por sus salvajes actuaciones contra la población civil). El año siguiente, el nuevo papa Urbano VI nombró cardenal a Galetto Malatesta.
En el período de 1379-1465, la ciudad prosperó bajo los Malatesta, con aportaciones como el gran castillo, apodado la Rocca Malatestina, y hasta la cercana y renacentista Biblioteca Malatestiana, construida en 1429 por Malatesta Novello, a cual contiene muchos valiosos manuscritos.
Entre 1401 y 1403 se construyó el Palazzo del Ridotto para albergar la Asamblea de Conservadores, y que más tarde acogería también a los demás órganos representativos de la comunidad, a saber, la Cancillería, la Asamblea de Sabios y el Consejo. Esta situación duraría hasta 1722, cuando se ordena el traslado de los órganos municipales al nuevo Gran Palacio de la Piazza Maggiore.
Sin embargo fue el más antiguo Palatium Vetus, que en la época comunal albergaba al gobernador pontificio, que sirvió de base para el que más tarde se convertiría en el Palacio Comunal de Cesena. Entre 1359 y 1362, el cardenal Gil de Albornoz en calidad de legado papal mandó construir el Nuevo Palacio del Gobernador (Palatium Novum), adyacente al Palatium Vetus, y donde en la actualidad se encuentra el despacho de la alcaldía. Los dos palacios compartían tres puertas que daban a la muralla, dando comienzo a un camino que conducía a la colina, y que permanecerá abierto hasta finales del siglo XVIII (con algunas interrupciones). Este camino, que más tarde fue reforzado con una escalera de piedra, recibe en la actualidad el nombre Subida Matteo Nuti.
Con la familia Malatesta, los dos palacios se convirtieron en única residencia de los señores de la villa y su corte. Tras la caída del señorío, la nueva Rocchetta di Piazza confirió al complejo un aspecto completamente renovado. Otra reforma en 1523 se llevó a cabo con la construcción de una nueva galería seguida de los trabajos de decoración de algunos de los espacios internos, llevados de la mano de Francesco Masini.
A partir de la década de 1700 y durante buena parte del siglo XVIII, el Palazzo Albornoz tomó su aspecto actual, distinguiéndose claramente de la Piazza del Popolo y la Rocchetta di Piazza, tanto en sus funciones como arquitectónicamente. Con el retorno en 1722  de la administración y servicios comunales al Palazzo del Ridotto, el edificio entero fue sometido a extensivos trabajos de restauración al estilo neoclásico. En 1747 se incorporaron dos barandillas a la fachada del edificio, en 1755 se colocó el reloj en la torre cívica, coronado por el campanario, y en 1777 se construyó el nuevo pórtico central.
En 1854 se construyó el Foro Annonario detrás del ya conocido como Palazzo Comunale, que se transformaría en 1961 en un mercado cubierto, y en 1940 se instaló la estatua de la Virgen en la fachada.
Aunque los restos originales del palacio del cardenal Albornoz del siglo XIV se encuentran en la sala de Nuti, tradicionalmente se considera como entrada principal al Palazzo Comunale la de la Piazza del Popolo.